# Britannia Prima
La Britannia Prima era una delle province britanniche, creata attorno al 312 durante la riforma amministrativa dell'imperatore Diocleziano, dopo che l'usurpatore Allecto fu sconfitto e ucciso da Costanzo Cloro nel 296.
I governatori di questa provincia erano praeses di rango equestre, sebbene pochi sono quelli conosciuti. La capitale era a Corinium (Cirencester) o a Glevum (Gloucester). Probabilmente comprendeva l'Inghilterra meridionale e forse il Galles.
Nel III secolo, i Romani crearono la Britannia Superior per separare la parte meridionale della Gran Bretagna dalla parte settentrionale e militarizzata, la Britannia Inferior. Un secolo dopo, la Britannia romana fu divisa in quattro province distinte, Britannia prima, Britannia Secunda, Flavia Caesariensis e Maxima Caesariensis; tutte rientravano nella diocesi di Britannia, a sua volta compresa nella Prefettura del pretorio delle Gallie.